# Nemoleontini
Nemoleontini is een geslachtengroep van netvleugelige insecten die behoort tot de familie mierenleeuwen (Myrmeleontidae). 
Het bestaat uit de volgende subtribes:
- Dimarellina Markl, 1954
- Nemoleontina Banks, 1911
- Neuroleontina Navás, 1912
- Obina Markl, 1954